# Leo II
Leo II es una galaxia enana esferoidal en la constelación de Leo, a 30 arcmin al norte de Duhr (δ Leonis). Forma parte del Grupo Local y del subgrupo de la Vía Láctea.
Leo II se encuentra a unos 690.000 años luz de la Tierra y tiene un diámetro de 4200 años luz. Fue descubierta en 1950 por Robert G. Harrington y Albert George Wilson, desde los Observatorios Monte Wilson y Palomar en California: también descubrieron la galaxia esferoidal enana Leo I.
Observaciones recientes en el ESO estimaron que su masa era igual a (2.7 ± 0.5)×107 M⊙